# سومو بکن، سومو نکن
سومو بکن، سومو نکن (انگلیسی: Sumo Do, Sumo Don't) فیلمی در ژانر کمدی به کارگردانی ماسایوکی سوئو است که در سال ۱۹۹۲ منتشر شد. از بازیگران آن می‌توان به ماساهیرو موتوکی، میسا شیمیزو، نائوتو تاکناکا و آکیرا اموتو اشاره کرد.